# Héliport de Londres
L'Héliport de Londres (code OACI : EGLW), précédemment appelé Battersea et actuellement officiellement connu comme le NetJets London Heliport fait office d'unique héliport pour la capitale anglaise. L'établissement, qui a été inauguré en 1959, est situé dans Battersea, sur la rive sud de la Tamise, à 5,6 km au sud-ouest du pont de Westminster et entre Wandsworth Bridge et le pont ferroviaire de Battersea.
L'héliport est un très petit site et permet l'utilisation d'une jetée pour un décollage et un atterrissage, ainsi que le parking pour trois à quatre appareils, en fonction de leur taille. L'héliport est ouvert entre 08:00 et 21:00 (les vols sont autorisés entre 07:00 et 23:00), et le stationnement est normalement limité à de petits hélicoptères.

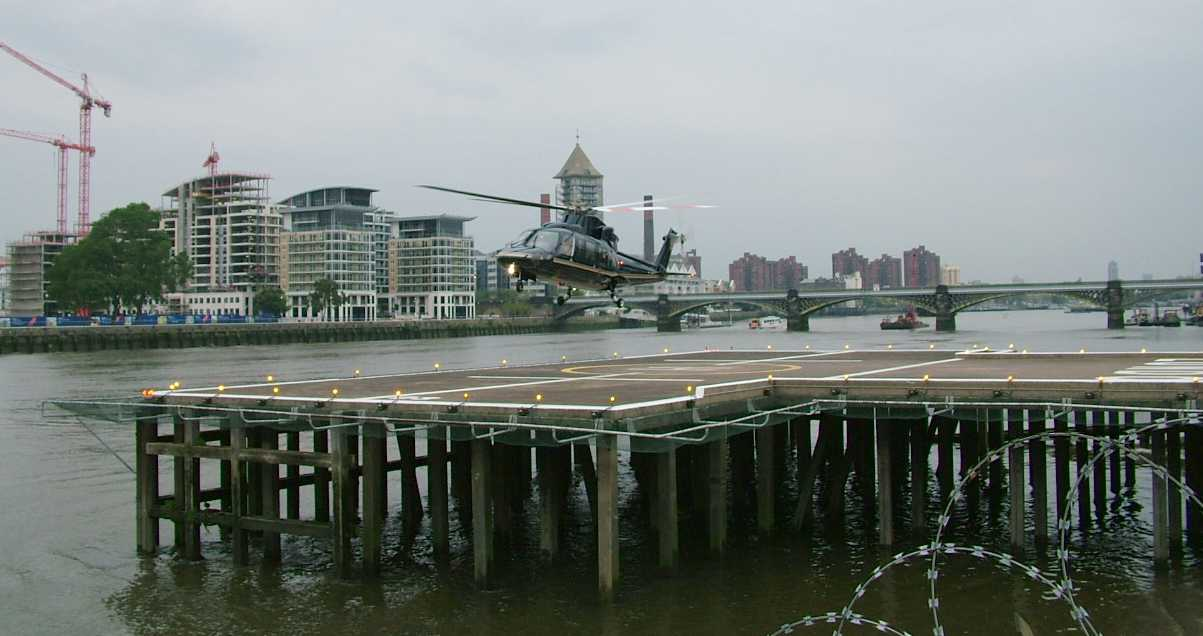
Un Sikorsky S-76, à l'atterrissage à Londres Héliport.

La gare la plus proche se trouve à Clapham Junction, et la plus proche station de métro est Fulham Broadway.

## Accidents et incidents
Le 16 janvier 2013, un hélicoptère s'écrase dans des conditions météorologiques défavorables, tuant le pilote et une personne sur le terrain.